# Hebbsche Lernregel
Die hebbsche Lernregel ist eine vom Psychologen Donald Olding Hebb aufgestellte Regel zum Zustandekommen des Lernens in neuronalen Netzwerken oder allgemein in einem Verband von Neuronen, die gemeinsame Synapsen haben. Die hebbsche Lernregel ist die älteste und einfachste neuronale Lernregel.

## Geschichte
Hebb formulierte 1949 in seinem Buch The Organization of Behavior: „Wenn ein Axon der Zelle A […] Zelle B erregt und wiederholt und dauerhaft zur Erzeugung von Aktionspotentialen in Zelle B beiträgt, so resultiert dies in Wachstumsprozessen oder metabolischen Veränderungen in einer oder beiden Zellen, die bewirken, dass die Effizienz von Zelle A in Bezug auf die Erzeugung eines Aktionspotentials in B größer wird.“
Das bedeutet: je häufiger ein Neuron A gleichzeitig mit Neuron B aktiv ist, umso bevorzugter werden die beiden Neuronen aufeinander reagieren (what fires together, wires together). Dies hat Hebb anhand von Veränderungen der synaptischen Übertragung zwischen Neuronen nachgewiesen.
Als endgültige Bestätigung von Hebbs Thesen gelten die Experimente von Terje Lømo und anderen in den 1960er und 1970er Jahren und der direkte Nachweis der Veränderung von Signalübertragung als Teil des Mechanismus für Lernprozesse und Gedächtnis im Jahr 2014.
Hebb gilt damit als der Entdecker des Modells der synaptischen Plastizität, welche die neurophysiologische Grundlage von Lernen und Gedächtnis darstellt.

## Formel
In künstlichen neuronalen Netzen wird diese Veränderung der synaptischen Übertragung als Gewichtsänderung des neuronalen Graphen abgebildet:
{\displaystyle \Delta w_{ij}=\eta \cdot a_{i}\cdot a_{j}}
mit
- {\displaystyle \Delta w_{ij}}: Veränderung des Gewichtes von Neuron i zu Neuron j (also die Änderung der Verbindungsstärke dieser beiden Neuronen)
- {\displaystyle \eta }:  Lernrate (ein geeignet zu wählender konstanter Faktor)
- {\displaystyle a_{i}}:  Aktivierung von Neuron i
- {\displaystyle a_{j}}:  Aktivierung von Neuron j, das mit Neuron i verbunden ist.